# Xiaomi Redmi 6
Xiaomi Redmi 6 — смартфон компанії Xiaomi, що входить до серії Redmi. Був представлений 16 червня 2018 року разом з Xiaomi Redmi 6A.

## Дизайн
Екран смартфону виконаний зі скла. Корпус виконаний з пластику.
Знизу знаходяться роз'єм microUSB та мікрофон. Зверху рощташовані 3.5 мм аудіороз'єм та другий мікрофон. З лівого боку смартфона розташований гібридний слот під 2 SIM-картки і карту пам'яті формату microSD до 256 ГБ. З правого боку розміщені кнопки регулювання гучності та кнопка блокування смартфону. На задній панелі знаходиться сканер відбитку пальця, подвійна камера, LED-спалах та динамік.
Смартфон позбувся ІЧ-порту, що був у попередньої моделі.
В Україні Xiaomi Redmi 6 продавався в 4 кольорах: чорному, блакитному, золотому та сірому.

## Технічні характеристики

### Платформа
Смартфон отримав процесор MediaTek Helio P22 та графічний процесор PowerVR GE8320.

### Батарея
Батарея отримала об'єм 3000 мА·год.

### Камера
Смартфон отримав подвійну основну камеру 12 Мп, f/2.2 + 5 Мп, f/2.2 (сенсор глибини) з автофокусом та здатністю запису відео в роздільній здатності 1080p@30fps. Фронтальна камера отримала роздільність 5 Мп, світлосилу f/2.2 та здатність запису в роздільній здатності 1080p@30fps.

### Екран
Екран IPS, 5.45", HD+ (1440 × 720) зі співвідношенням сторін 18:9 та щільністю пікселів 295 ppi.

### Пам'ять
Xiaomi Redmi 6 продавався в комплектаціях 3/32 та 4/64 ГБ.

### Програмне забезпечення
Redmi 6 був випущений на MIUI 9, що базувалася на Android 8.1 Oreo. Був оновлений до MIUI 11, що працює на базі Android 9 Pie. Планувалося, що смартфон буде оновлений до MIUI 12, але розробка глобальної версії була припинена за великої кількості проблем із сумісністю та продуктивністю, а китайську версію MIUI 12 можна встановити виключно прошивкою через Fastboot і виробник не рекомендую оновлювати на неї.

## Рецензії
Оглядач з інформаційного порталу ITC.ua поставив Xiaomi Redmi 6 4 бали з 5. До мінусів він відніс багато спрощень в порівнянні з попередником. До плюсів оглядач відніс хороше співвідношення ціна/якість, більшу кількість пам'яті в мінімальній комплектації, нормальну швидкість роботи та розблокування по обличчю. У висновку він сказав: «Xiaomi Redmi 6 мав стати оновленням та заміною не надто старого Redmi 5, але на практиці модель виявилась просто розширенням й без цього роздутого модельного ряду, або компанія просто модифікує лінійку Redmi, в якій молодший апарат тепер має бути ще простішим, але йому складуть компанію нові і більш сильні старші моделі…»